# Кольорова пустеля (Південна Австралія)
Кольорова пустеля (англ. Painted Desert) — кам'яниста пустеля, розташована в Південній Австралії.
Займає територію площею 24 000 км².